# Ravenelula
Ravenelula is een geslacht van schimmels uit de klasse Leotiomycetes. De typesoort is Ravenelula gainesvillensis. De familie is niet eenduidig bepaalt (incertae sedis).

## Soorten
Volgens Index Fungorum telt het geslacht twee soorten (peildatum februari 2022):
| Soortnaam                  | Auteur(s) | Publicatiejaar |
| -------------------------- | --------- | -------------- |
| Ravenelula boliviensis     | Speg.     | 1920           |
| Ravenelula gainesvillensis | Speg.     | 1881           |